# Flickan från Fanö
Flickan från Fanö är en tysk romantisk dramafilm från 1941 i regi av Hans Schweikart. Den är en filmatisering av en roman av Günther Weisenborn, med manus av Kurt Heuser.

## Handling
De två danska fiskarna Frerk och Ipke tar sig iland på Fanø efter en storm. De tas om hand av den unga kvinnan Patricia och båda blir förälskade i henne. Hon dras mest till Ipke, men vet inte om att han redan är gift.

## Rollista
- Brigitte Horney – Patricia
- Joachim Gottschalk – Ipke
- Gustav Knuth – Frerk
- Viktoria von Ballasko – Angens
- Paul Wegener – Ulerk Ohm
- Gerhard Bienert – Hinnerk
- Charlotte Schultz – Berthe
- Wilhelm P. Krüger – Dusenschön
- Franz Weber – frisören
- Paul Bildt – kapellmästare Breitling